# یلنا ملنیکووا
یلنا ملنیکووا (روسی: Елена Владимиовна Мелъникова-Чепикова؛ زادهٔ ۱۷ ژوئن ۱۹۷۱) ورزشکار دوگانه اهل اتحاد جماهیر شوروی سوسیالیستی است. وی در المپیک زمستانی ۱۹۹۲ شرکت کرده است و رتبه سوم را بدست آورد . 